# Noční můra v Elm Street 4: Vládce snu
Noční můra v Elm Street 4: Vládce snu je čtvrté pokračování hororové série filmů s názvem Noční můra v Elm Street.

## Děj
Kristen Parkerová začne mít po návratu do normálního života opět noční můry. Při jedné z nich se ocitá ve Freddyho domě, kde jí ošklivě pokouše pes. Při další noci se Freddymu vrací síla a začíná opět vraždit. Nejdříve jsou zabiti Roland a Joey (kluci, kteří v předchozím díle pomohli zneškodnit Freddyho) a jako další oběť si Freddy vyhlídne Kristen.

## Hrají
- Robert Englund (Freddy Krueger)
- Tuesday Knight (Kristen Parkerová)
- Ken Sagoes (Roland Kincaid)
- Rodney Eastman (Joey)
- Lisa Wilcox (Alice Johnson)
- Andras Jones (Rick Johnson)
- Danny Hassel (Dan Jordan)
- Brooke Theiss (Debbie Stevens)
- Toy Newkirk (Sheila Kopecky)
- Nicholas Mele (Dennis Johnson)
- Brooke Bundy (Elaine Parker)
- Jacquelyn Masche (paní Cruselová)

## Hudba
Hudba byla ve filmu složena skladatelem jménem Craig Safan, ovšem originální znělku složil Charles Bernstein pro původní film.
Ve filmu se nacházejí songy:
- Tuesday Knight – Nightmare (úvodní titulky)
- Vinnie Vincent Invasion – Love kills
- Love/Hate – Angel
- Go west – Don't be afraid of your dreams
- Divinyls – Back to the wall (hraje Kristen v autě)
- Dramarama – Anything, anything (I'll give you)
- The fat boys – Are you ready for Freddy?
- Billy Idol – Fatal charms
- Joey Lamont – Pride and joy
- Nick Gilder – Rebuilding the big house
- Vigil – Therapist
- Sea Haga – Under the night house
- The Angels – Standing over you
- Sinead O'Connor – I want your hands (on me) ..(Během smrti Debbie a konečných titulků)
- Blondie – In the flesh

Hudba od Craiga Safana
- Kristenini strašidelné sny
- Freddy je zpátky
- Kincaid zabit v Junkyardů
- Joeyho mokré sny
- Zdrogovaná k smrti
- Alice převedená do snu
- Rickova Kung-fu smrt
- Freddyho pizza restaurace
- Debbiena proměna/opakující čas
- Divadelní bláznoství
- Sheilinin vycuclý obličej
- Freddyho objev
- Aliciin flaškový obličej
- Vrácený Krueger